# Покемон. Детектив Пикачу
«Покемо́н. Детекти́в Пикачу́» (англ. Pokémon: Detective Pikachu) — американо-японский детективный полнометражный игровой фильм режиссёра Роба Леттермана по одноимённой видеоигре. Это первый фильм с живыми актёрами по франшизе «Покемон». Главного героя картины, детектива Пикачу, озвучивает Райан Рейнольдс.
Выход в широкий прокат в России состоялся 16 мая 2019 года. Также в России впервые фильм был показан на телеканале СТС 14 июня 2021 года в 18:55.

## Сюжет
Фильм основан на игре Detective Pikachu по медиафраншизе «Покемон».
Действие разворачивается во вселенной «Покемона». Тим Гудман (Джастис Смит) — 21-летний продавец страховых услуг, бросивший тренировки покемонов из-за смерти его матери и отсутствия отца, Гарри. Тусуясь со своим другом Джеком (Каран Сони), Тим узнает, что Гарри предположительно умер при расследовании дела. Он едет за вещами отца в Райм-Сити, мегаполис, который запрещает битвы покемонов и был построен, чтобы позволить им и людям сосуществовать мирно (у каждого человека есть покемон-напарник, который живёт не в покеболе). Тим также встречается с Люси Стивенс (Кэтрин Ньютон), обозревательницей, которая хочет стать репортёром и с подозрением относится к смерти Гарри, и её покемоном Псидаком. Вспоминая в квартире отца своё детство, Тим сталкивается с одетым в шляпу Пикачу (Райан Рейнольдс), речь которого каким-то образом может понимать. На них нападает группа Эйпомов под воздействием пурпурного газа, который Тим случайно выпустил из найденной на столе отца пробирки ранее, но после того, как действие газа прекращается, покемоны отстают.
Они укрываются в кафе, где Пикачу рассказывает, что он — страдающий амнезией детектив, но он точно знает, что был партнёром Гарри и что они расследуют дело вместе. Они ищут Люси, которая рассказывает, что у Гарри был осведомитель в верфи, которым оказывается покемон Мистер Майм. Тим и Пикачу допрашивают его, и он направляет их на незаконную подпольную арену, принадлежащую Себастьяну (Омар Чапарро), с чьим Чаризардом Пикачу сражался раньше. Себастьян требует реванша, но Пикачу не может вспомнить, как использовать силы, а Себастьян даёт Чаризарду тот же таинственный газ с надписью «R» на пробирке. В возникшей суматохе Себастьян случайно разбивает пробирки, окутав газом всю арену, и вызывает полицию, но Тим успевает выбить из него, что газ дала ему «доктор». Пикачу спасается, заставив Мэджикарпа из аквариума на арене эволюционировать в Гярадоса.
Тим спорит с лейтенантом полиции Хидэо Ёсидой (Кэн Ватанабэ), что Гарри может быть жив, но Ёсида показывает ему видео аварии Гарри, объясняя, что это было бы невозможно. Вскоре Тима и Пикачу встречает мисс Норман (Сьюки Уотерхаус), которая приводит их к благотворителю и основателю Райм-Сити Говарду Клиффорду (Билл Найи), который однажды пытался вылечиться от рака и вместо этого создал гуманитарный город. Он показывает ему голограммную запись аварии, по-видимому, вызванной недавно сбежавшим Мьюту, который забирает Гарри, оставив Пикачу с амнезией. Говард говорит им следить за его сыном Роджером (Крис Гир), который, по его словам, контролирует его компанию и город. Тим и Пикачу объединяются с Люси и Псидаком.
Группа вламывается в лабораторию, которую Гарри исследовал, узнав там, что доктор Энн Лоран (Рита Ора), упомянутая Себастьяном, экспериментировала с Мьюту, который был пойман после побега в Канто 20 лет назад, и, очевидно, наняла Гарри его найти. Вскоре они подвергаются нападению со стороны нескольких лабораторных Грениндзя, которые выгнали их из здания, но проиграли мозговой вспышке Псидака. Затем оказывается, что местность вокруг — это сад гигантских лабораторных Тортерр, и земля буквально начинает ходить ходуном. Героям удаётся выбраться, но Пикачу тяжело ранен. Тиму удаётся донести до проходившего мимо Бульбазавра, что ему нужна помощь, и тот отводит героев на поляну в лесу, где их приветствует Мьюту, который лечит Пикачу и пытается раскрыть свои намерения, но его захватывает Роджер. Думая, что он предал Гарри мстительному Мьюту, Пикачу покидает Тима, в то время как остальные возвращаются в Райм-Сити, чтобы предупредить Говарда.
Пикачу добирается до моста, где Гарри разбил свою машину, и находит доказательства того, что на него напал не Мьюту, а Грениндзя. Тим приходит к Говарду, но слишком поздно узнаёт, что тот намерен перенести своё сознание в Мьюту, использовав R, и распустить газ по всему городу, чтобы с помощью силы Мьюту вселить людей в тела их покемонов (газ подавляет их свободную волю). Пикачу прибывает и, наконец, вызывает свои электрические силы, чтобы сражаться с Говардом-Мьюту. Тим тем временем узнает, что «Роджером» на самом деле была мисс Норман, в которую перевоплотился покемон Дитто (он может принимать любую форму); настоящий Роджер был связан и спрятан. Тим подчиняет Дитто газом R, в то время как Пикачу отвлекает Мьюту достаточно долго, чтобы Тим освободил его от контроля Говарда.
Мьюту возвращает жителей города в нормальное состояние, Говарда арестовывают. Роджер впечатлён Люси и нанимает её в качестве штатного репортёра. Мьюту показывает Тиму, что он не похищал Гарри, а поместил его в тело Пикачу, чтобы позже восстановить, используя Тима как подложку, а самому Пикачу велел привести его. Амнезия оказалась побочным эффектом. Гарри предлагает Тиму вернуться домой, но Тим решает остаться, чтобы провести время с ним и Пикачу.

## В ролях
- Райан Рейнольдс (голос и движение лица) — детектив Пикачу, детектив мирового класса и исключительно умный Пикачу, которого может понять только Тим.
  - Рейнольдс также появляется в роли Гарри Гудмана, пропавшего отца Тима, старшего полицейского детектива Райм-Сити.
  - Икуэ Отани — нормальный голос детектива Пикачу, который слышат люди, кроме Тима.
- Джастис Смит — Тим Гудман, бывший тренер покемонов, разыскивающий своего пропавшего отца; он также напарник детектива Пикачу и единственный человек, способный слышать его речь.
  - Макс Финчам — Тим Гудман в детстве.
- Кэтрин Ньютон — Люси Стивенс, младший репортер, которую сопровождает покемон Псайдак.
- Билл Найи — Говард Клиффорд, провидец-инвалид Райм-Сити и основатель Clifford Enterprises.
- Кэн Ватанабэ — детектив Хидэо Ёсида, старший лейтенант полиции Райм-Сити и друг Гарри, которого сопровождает Снаббулл.
- Крис Гир — Роджер Клиффорд, сын Говарда и президент Clifford Enterprises.
- Сьюки Уотерхаус — мисс Норман, помощница и сообщница Говарда.
- Омар Чапарро — Себастьян, тренер покемонов, который руководит боевой ареной покемонов. Его напарник — Чаризард.
- Рита Ора — доктор Энн Лоран, учёный из Clifford Enterprises, экспериментирующий с Мьюту.
- Каран Сони — Джек, друг Тима, который является тренером покемонов.
- Джозетт Саймон в роли бабушки Тима, которая заботилась о нём после смерти матери Тима.

Кроме того, Дипло играет самого себя, ди-джея, который выступает на арене покемонов Себастьяна. У Рёмы Такэути (исполнитель роли Синносукэ Томари, протагониста токусацу «Камэн Райдер Драйв»), который озвучивает японский голос Тима, есть камео в роли тренера покемонов в видео, которое смотрит Тим. Голос Мьюту обеспечивается одновременно Риной Хосино и Котаро Ватанабэ.

## Критика и отзывы
Фильм получил смешанные, но в большей степени положительные отзывы кинокритиков. На Rotten Tomatoes 69 % из 294 рецензий являются положительными и имеют средний рейтинг 6 из 10. Критическое согласие на сайте гласит: «Возможно, он не сможет использовать свою удивительно причудливую предпосылку так хорошо, как мог бы, но эта оригинальная адаптация должна охватить большинство — если не всех — фанатов франшизы». Фильм имеет самый высокий рейтинг среди всех адаптаций видеоигр на сайте и единственный «Свежий», так как другие экранизации игр всегда получали негативные отзывы и низкие оценки. На Metacritic фильм получил 53 балла из 100, основываясь на 48 рецензиях, что указывает на «смешанные или средние оценки». Аудитория CinemaScore дала фильму среднюю оценку A- по шкале от A+ до F, тогда как зрители PostTrak оценили киноленту на 4 звезды из 5.

## Продолжение
В январе 2019 года, за несколько месяцев до выхода «Детектива Пикачу», Legendary Entertainment объявил, что продолжение уже находится в разработке. Орен Узиэль подписался в качестве сценариста. Однако 3 мая 2021 года Джастис Смит сказал о возможном продолжении: "Я думаю, нам нужно просто похоронить наши надежды. Я не думаю, что это произойдет. Я действительно на это надеюсь", а в октябре 2022 года Кэтрин Ньютон призналась, что с оптимизмом смотрит на продолжение. В феврале 2023 года представитель Legendary Entertainment заявил, что продолжение все еще "находится в активной разработке". В марте 2023 года было объявлено, что режиссером сиквела станет Джонатан Крисел, а сценарий напишет Крис Галлетта.